# Bosau
Bosau là một đô thị thuộc huyện Ostholstein, bang Schleswig-Holstein, Đức.